# شرلوك هولمز والقلادة القاتلة (فلم 1962)
شرلوك هولمز والقلادة القاتلة  (بالإنجليزية: Sherlock Holmes and the Deadly Necklace) فيلم أبيض وأسود إنتاج مشترك ألماني-إيطالي-فرنسي صدر سنة 1962 وقصته مقتبسة عن رواية وادي الخوف من تأليف آرثر كونان دويل. و من تمثيل كرستوفر لي.

## مقالات ذات صلة
- شرلوك هولمز

## روابط خارجية
- شرلوك هولمز والقلادة القاتلة على موقع IMDb (الإنجليزية)
- شرلوك هولمز والقلادة القاتلة على موقع روتن توميتوز (الإنجليزية)
- شرلوك هولمز والقلادة القاتلة على موقع نتفليكس (الإنجليزية)
- شرلوك هولمز والقلادة القاتلة على موقع ألو سيني (الفرنسية)
- شرلوك هولمز والقلادة القاتلة على موقع Turner Classic Movies (الإنجليزية)
- شرلوك هولمز والقلادة القاتلة على موقع أول موفي (الإنجليزية)
- شرلوك هولمز والقلادة القاتلة على موقع فيلمافينيتي (الإسبانية)
- شرلوك هولمز والقلادة القاتلة على موقع قاعدة بيانات الأفلام السويدية (السويدية)
- شرلوك هولمز والقلادة القاتلة على موقع قاعدة بيانات الفيلم (الإنجليزية)
- شرلوك هولمز والقلادة القاتلة على موقع ليتربوكسد (الإنجليزية)